# Sylwia Gibaszek
Sylwia Gibaszek (ur. 18 sierpnia 1977) – polska poetka.
W 1997 roku została laureatką Nagrody Młodych Warszawskiej Jesieni Poezji. Jej wiersze są tłumaczone na francuski i czeski. Mieszka w Warszawie. Jest nauczycielką etyki oraz filozofii w 48 liceum ogólnokształcącym im. Dembowskiego w Warszawie oraz CXIX Liceum ogólnokształcącym im. Jacka Kuronia w Warszawie. Należy do Stowarzyszenia Pisarzy Polskich.

## Twórczość
- Piruety na Piorunuchronie. Warszawa: Biblioteka Związków Literatów Polskich, 2000
- Szklane Kantaty. Warszawa: Wydawnictwo Nowy Świat, 2004
- Lady Solo. Warszawa: Nuit Magique, 2006
- Meduza. Warszawa: Oficyna Wydawnicza Łośgraf, 2010 ISBN 978-83-87572-48-8
- Ryba na łańcuchu: Oficyna Wydawnicza Łośgraf, 2013 ISBN 978-83-62726-96-7
- Prolog do Sylwii: Rozpisani.pl -portal wydawnictwa PWN, 2014 ISBN 978-83-940630-8-5
- Podróż z przesiadkami : Stowarzyszenie Pisarzy Polskich OW, 2019
- Układy Izolowane : Biblioteka Stowarzyszenia  Pisarzy Polskich , 2020

## Nagrody
- Warszawska Jesień: Nagroda Młodych (1997)[3]